# Стрелицы (Костромская область)
Стрелицы — деревня в Кадыйском районе Костромской области. Входит в состав Столпинского сельского поселения.

## География
Находится в юго-восточной части Костромской области на расстоянии приблизительно 44 км на юг-юго-запад по прямой от районного центра поселка Кадый на левом берегу Волги (в пределах акватории Горьковского водохранилища) у входа в залив реки Желвата.

## История
Известна с 1872 года как деревня с 24 дворами, в 1907 году отмечено здесь было 46 дворов.

## Население
Постоянное население составляло 185 человек (1872 год), 185 (1897), 282 (1907), 6 в 2002 году (русские 100 %), 1 в 2022.